# Ama Corona
L'Ama Corona è una struttura geologica della superficie di Venere.